# 布兰丁·奈特
布兰丁·阿达·奈特（英語：Brandin Adar Knight，1981年12月16日—），美国NBA联盟前职业篮球运动员。